# أحمس المسمى سي تايت
من المحتمل أن يكون أحمس المسمى سي تايت هو نائب الملك الأول لكوش. من المحتمل أن يكون هذا المنصب قد شغله ابن الملك أحمس الأول قبل أن يتم تعيين أحمس المسمى سي تايت نائبًا للملك، لكن لا يوجد دليل قاطع على مثل هذا نائب الملك.
قبل سي تايت، يبدو أن السلطة في كوش كانت في أيدي شخصية مرموقة يُدعى هرميني، الذي كان رئيس بلدية هيراكونبوليس.
شغل أحمس المسمى سي تايت منصب نائب الملك في عهد كل من أحمس الأول وأمنحتب الأول. في وقت مبكر من عهد أمنحتب الأول، انتقل المنصب من سي تايت إلى ابنه أحمس المسمى تورو. لم يكن منصب نائب الملك وراثيًا، ولم ينتقل المنصب إلى نجل تورو باتجينا.